# Cavitatie (embryogenese)

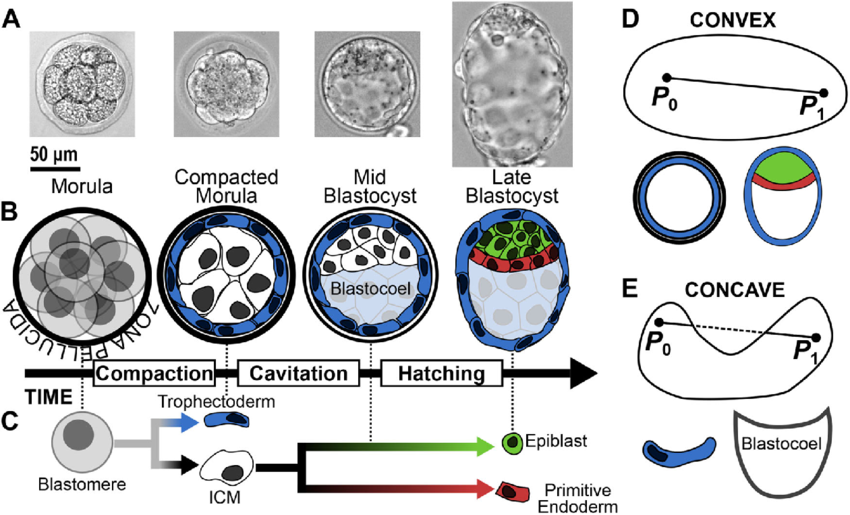
Morfogenetische gebeurtenissen tijdens de ontwikkeling voor de innesteling bij een muizenembryo

Cavitatie is een proces in de zeer vroege embryonale ontwikkeling.
Na de bevruchting ondergaat bij zoogdieren de zygote mitotische delingen, wat resulteert in dochtercellen die bekend staan als blastomeren totdat ze zich in het 16-celstadium bevinden dat de morula wordt genoemd. De morula is een stevigee bal cellen met een kleine groep interne cellen omgeven door een grotere groep externe cellen. Na verdere splitsing en verdichting ondergaan de blastomeren celdifferentiatie die aanleiding geeft tot een interne groep cellen die de binnenste celmassa wordt genoemd en een externe laag van omringende cellen die bekend staat als trofoblasten. De binnenste celmassa zal het eigenlijke embryo worden. De externe, omringende cellen ontwikkelen zich tot de trofoblastcellen. In dit stadium is er geen holte in de morula; het embryo is nog steeds een bal van delende cellen. In een proces dat cavitatie wordt genoemd, scheiden de trofoblastcellen vloeistof af in de morula om een blastocoel te vormen, de met vloeistof gevulde holte. In het begin ontstaan tussen de cellen van de morula kleine met vloeistof gevulde gebieden, die groter worden en uiteindelijk één holte vormen. De trofoblastcellen vormen zonula occludens, waardoor er een vloeistofdichte holte ontstaat. De membranen van de trofoblastcellen bevatten een natrium-kaliumpomp (Na+/K+-ATPase) en Na+/H+wisselaars, die natrium in de vormende holten pompen. De aquaporinen (AQP 3 en AQP 9) in het trofoblastcelmembraan vergemakkelijken de vloeistofbeweging van de 'buitenkant' naar de 'binnenkant' van de blastocystholte. De ophoping van natrium trekt water osmotisch naar binnen, waardoor de blastocoel ontstaat en groter wordt. De eileidercellen stimuleren deze trofoblast-natriumpompen terwijl de bevruchte eicel door de eileider naar de baarmoeder beweegt. Terwijl het embryo verder deelt, zet de blastocoel uit en wordt de binnenste celmassa naar één kant van de trofoblastcellen gebracht, waardoor bij zoogdieren een blastocyste ontstaat.
Bij de verdere ontwikkeling ontstaat in de epiblast door cavitatie de vruchtzak (amnionholte). Hier vindt cavitatie plaats doordat er apoptose in de kern van de epiblast plaats vindt onder invloed van signalen van het viscerale endoderm (VE) en botmorfogenetische eiwitten (BMP's).

## Externe links

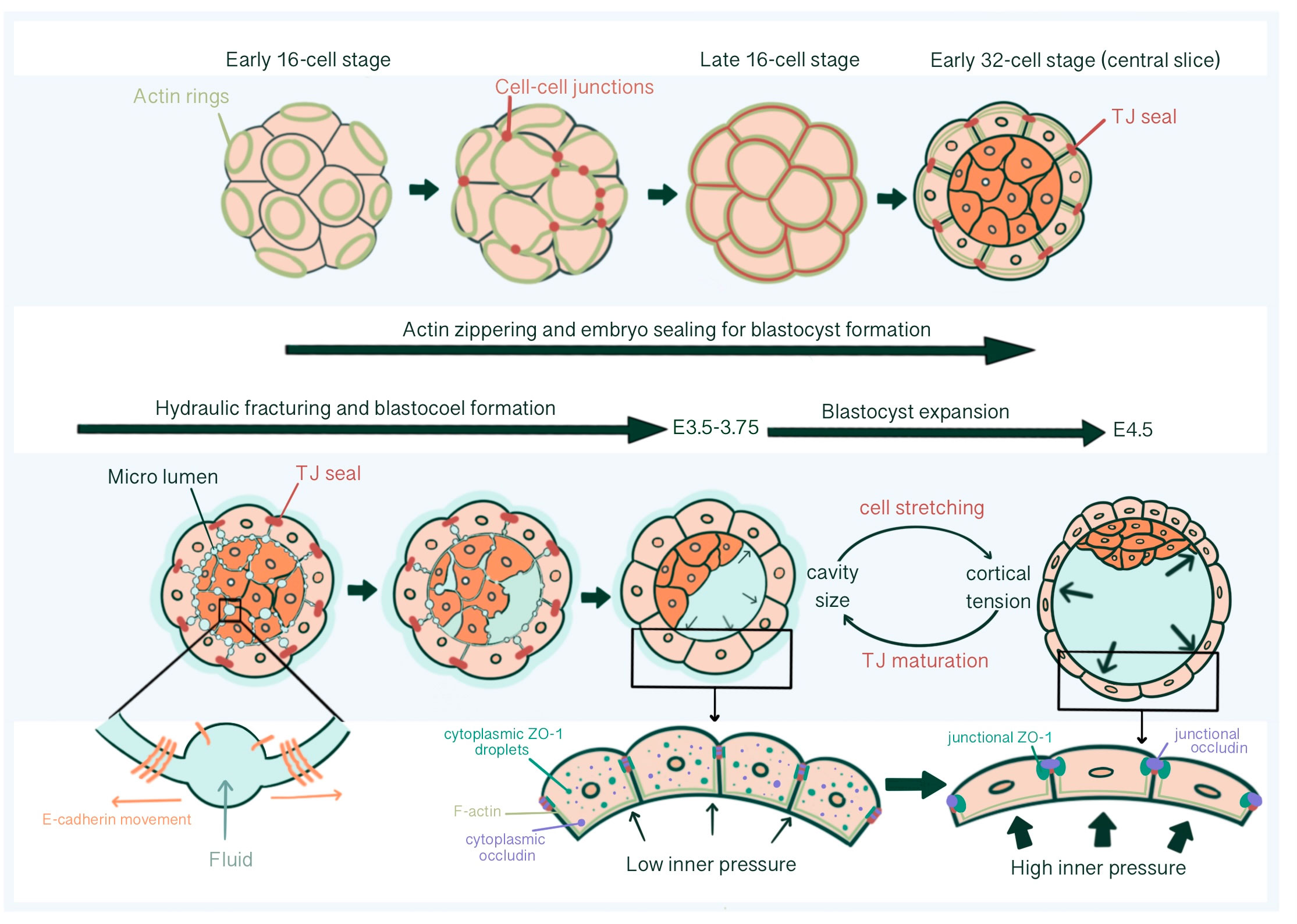
Ontwikkeling van 16-cel stadium tot blastocyste. Tj: Zonula occludens
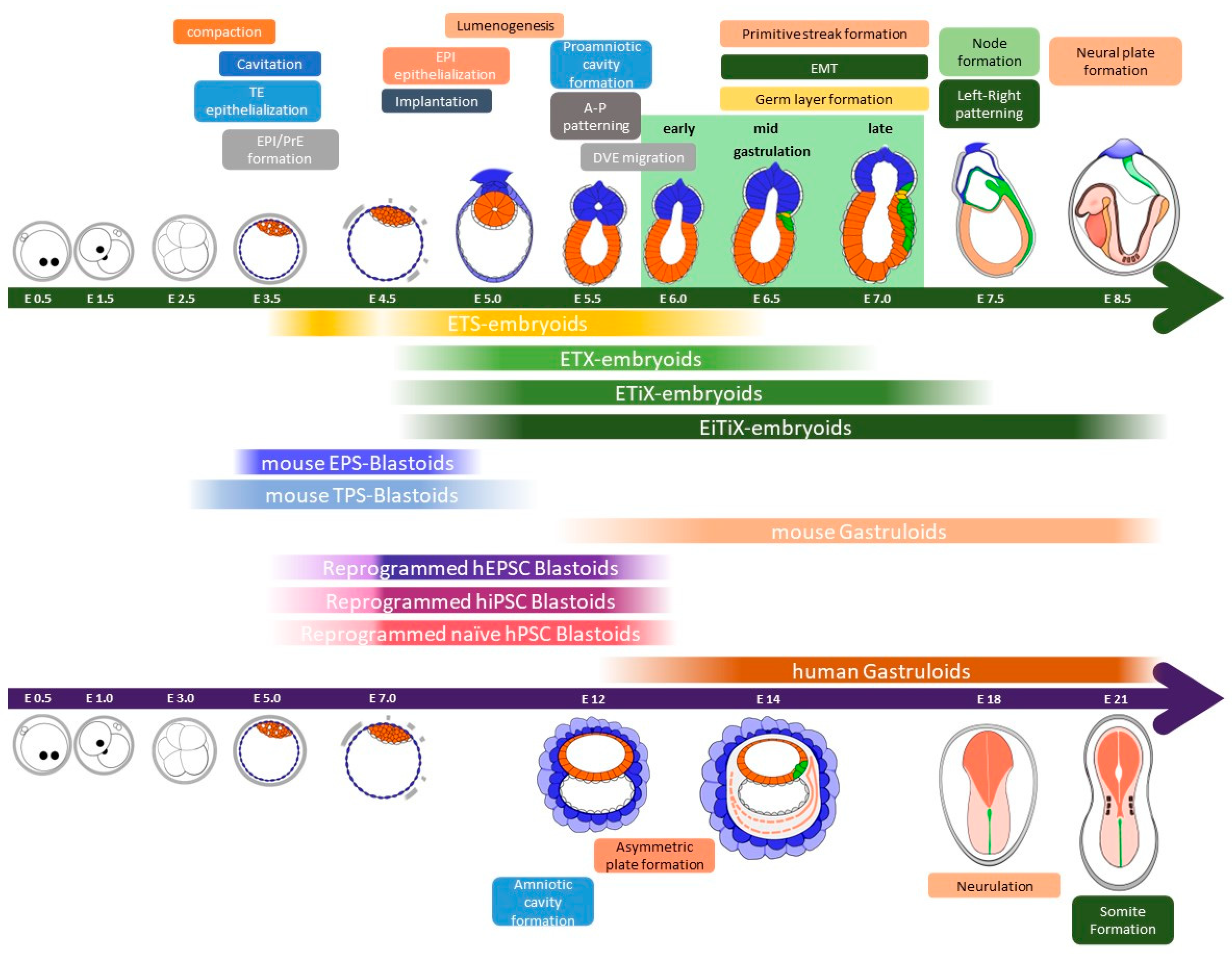
Samenvatting van het vroege ontwikkelingsproces in natuurlijke muizen- en menselijke embryo's met vruchtzakvorming (amniotic cavety formation) in de embryoblast (binnenste celmassa)
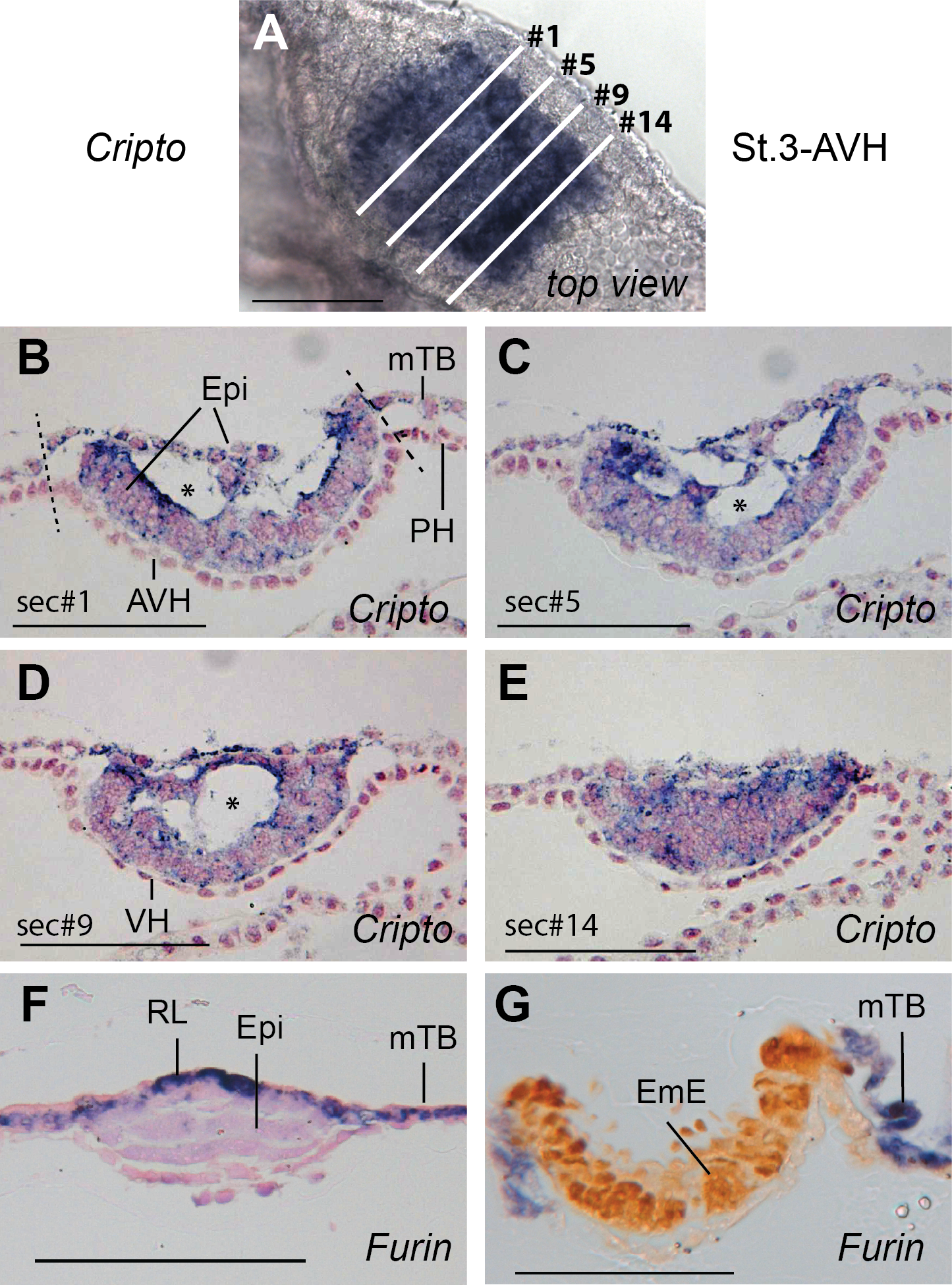
- Cavitatie in de embryoblast (binnenste celmassa)